# Serge-Alain Liri
Serge-Alain Liri est un footballeur international ivoirien, né le 23 mars 1979 dans le quartier de Treichville à Abidjan. Il est attaquant.

## Biographie
Recruté à Tours, alors en CFA, par Philippe Romieu recruteur de Sedan, il gagnera les Ardennes ou il évoluera alors en D1, marquant un but d'anthologie contre l'OGC Nice. Il gagnera ensuite le club de Boulogne sur Mer, et il évolue actuellement à Chypre. De retour en France, il demeure aujourd'hui à Pontivy.

## Carrière
- 1995-1999 : Africa Sports  Côte d'Ivoire
- 1999-2000 : FC Lorient  France
- 2000-2001 : GSI Pontivy  France
- 2001-2002 : Tours FC  France
- 2002-2005 : CS Sedan-Ardennes  France
- 2005-2008 : US Boulogne  France
- 2008- : APOP Kinyras Peyias FC  Chypre

Gsi pontivy

## Statistiques
- 23 matchs (5 buts) en L1
- 54 matchs (4 buts) en L2
- 46 matchs (8 buts) en National
- 84 matchs (20 buts) en CFA